# Reci (Covasna)
Reci é uma comuna romena localizada no distrito de Covasna, na região histórica da Transilvânia. A comuna possui uma área de 39.93 km² e sua população era de 2239 habitantes segundo o censo de 2007.